# Cechenena sperlingi
Cechenena sperlingi là một loài bướm đêm thuộc họ Sphingidae. Nó được tìm thấy ở Philippines.